# Sudão (região)

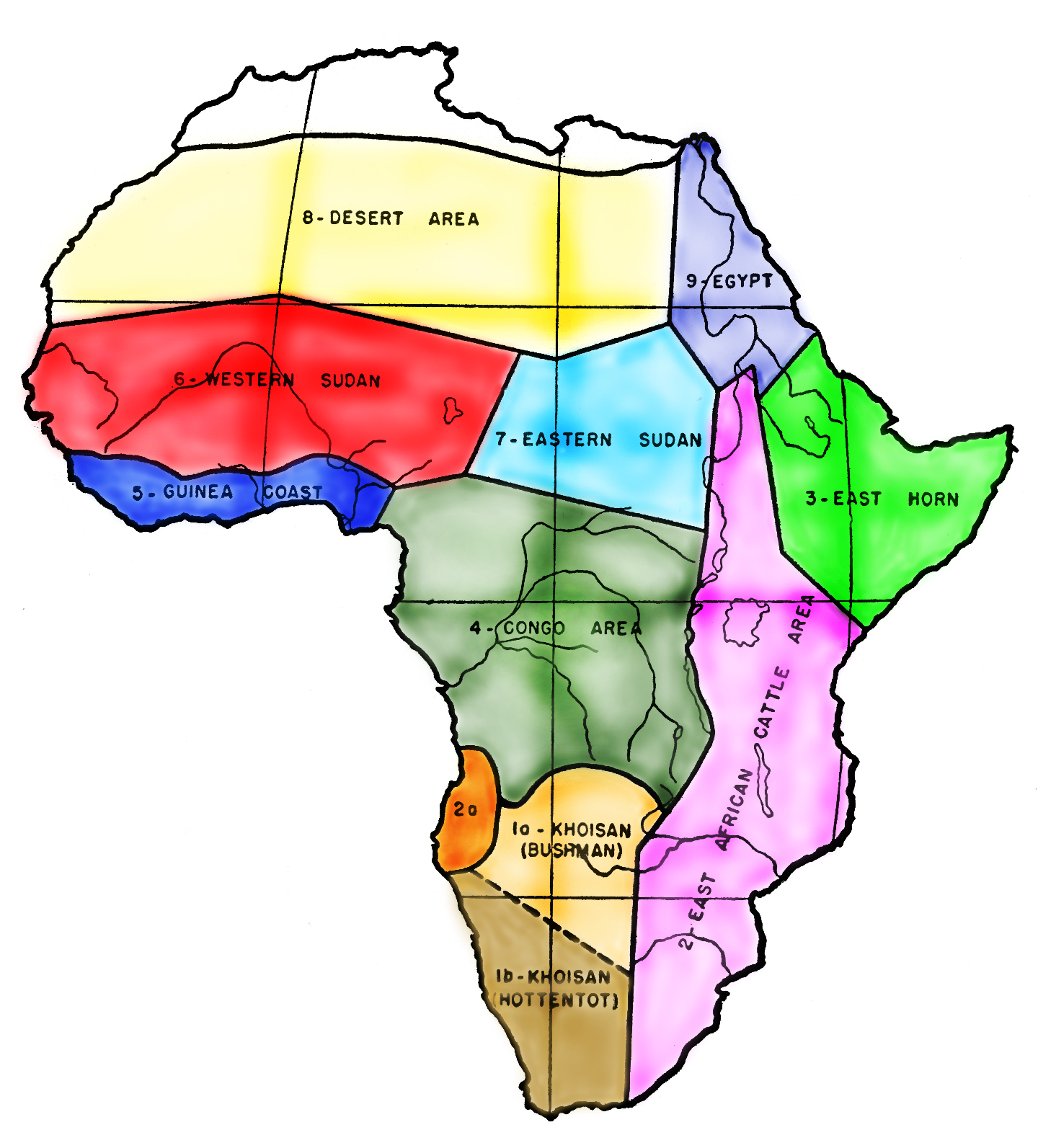
Mapa mostrando as regiões do Sudão ocidental (em vermelho) e do Sudão oriental (em azul celeste)

Sudão é o nome atribuído a uma região geográfica que se estende da África Oriental à África Ocidental, compreendendo toda a faixa de terra situada ao sul do Sael. Começa no Mali (antes denominado Sudão Francês) e vai até a atual República do Sudão - ou seja, está situada entre o sul do deserto do Saara e a floresta tropical africana e entre a costa  atlântica e as montanhas do Planalto da Etiópia e o Mar Vermelho. A região recebe uma quantidade de precipitação maior do que a do Sael, sendo portanto mais propícia atividade agrícola. 
O termo 'Sudão' deriva do árabe bilād as-sūdān (بلاد السودان), em português, "terra dos negros",  e designa genericamente o Oeste e o Centro-Norte da  África.. 
Durante a era colonial, a região era referida como Sudão Francês e Sudão Anglo-Egípcio (que, de fato, era inteiramente controlado pelos britânicos), embora as duas colônias não fossem contíguas.  Em 1960, o Sudão Francês (1.192.800 km², 3.467.000 habitantes em 1955) tornou-se independente da França com o nome de Mali (com subtração de parte do território, que passou a integrar a Mauritânia), enquanto o Sudão britânico (2.505.405 km², 8.820.000 habitantes em 1955) tornou-se independente do Reino Unido em 1º de janeiro de 1956, passando a se chamar República do Sudão.

## Geografia
A região do Sudão se estende por uma faixa de aproximadamente 5.000 km de extensão, com várias centenas de quilômetros de largura, desde a fronteira do Senegal, passando pelo sul do Mali (antes conhecido como Sudão francês), Burquina Fasso, sul do Níger e norte da Nigéria, sul do Chade e pela região ocidental de Darfur, no atual Sudão.
Ao norte da região encontra-se o Sael, uma região de savana acácia mais árida que, por sua vez, faz limites com o deserto do Saara, ao norte, e o Planalto Etíope a leste (chamado de Alabaxa em árabe). No sudoeste está a savana sudanesa ocidental, uma região de savana tropical mais úmida limitando com a floresta tropical da África Ocidental. No centro está o Lago Chade, e a região mais fértil ao redor do lago, enquanto ao sul dali está o Planalto Ocidental dos Camarões. Ao sudeste encontra-se a savana sudanesa oriental, outra região de savana tropical, nos limites com a floresta da África Central. Isso abre caminho mais a leste para o Sude, uma vasta região pantanosa situada no Sudão do Sul e alimentada pelas águas do Nilo Branco.

## Demografia
Embora dividido em várias entidades políticas, o povo da região do Sudão compartilha estilos de vida semelhantes, ditada pela geografia da região. A economia é em grande parte pastoral, embora o sorgo e o arroz sejam cultivados no sul da região. A região foi governada na época colonial pelos franceses, como parte de seu império colonial, mas os países da região alcançaram a independência na segunda metade do século XX.